# Heterobathra bimacula
Heterobathra bimacula är en fjärilsart som beskrevs av Oswald Beltram Lower 1901. Heterobathra bimacula ingår i släktet Heterobathra och familjen plattmalar. Inga underarter finns listade i Catalogue of Life.